# Список астероїдів (15901—16000)
| Назва                                   | Тимчасове позначення | Дата відкриття    | Місце відкриття                              | Відкривач                                    |
| --------------------------------------- | -------------------- | ----------------- | -------------------------------------------- | -------------------------------------------- |
| (15901) 1997 RY8                        | 1997 RY8             | 12 вересня 1997   | Станція Сінлун                               | SCAP                                         |
| 15902 Достал (Dostal)                   | 1997 RA9             | 13 вересня 1997   | Обсерваторія Ондржейов                       | Ленка Коткова                                |
| (15903) 1997 RP10                       | 1997 RP10            | 5 вересня 1997    | Берлінгтон                                   | Террі Гендлі                                 |
| 15904 Холстед (Halstead)                | 1997 SD11            | 29 вересня 1997   | Обсерваторія Зено                            | Том Стаффорд                                 |
| 15905 Бертьєр (Berthier)                | 1997 SV15            | 27 вересня 1997   | Коссоль                                      | ODAS                                         |
| 15906 Yoshikaneda                       | 1997 SX21            | 30 вересня 1997   | Обсерваторія Наніо                           | Томімару Окуні                               |
| 15907 Робот (Robot)                     | 1997 TG10            | 6 жовтня 1997     | Обсерваторія Ондржейов                       | Петр Правец                                  |
| (15908) 1997 TE12                       | 1997 TE12            | 2 жовтня 1997     | Обсерваторія Кітт-Пік                        | Spacewatch                                   |
| (15909) 1997 TM17                       | 1997 TM17            | 8 жовтня 1997     | Обсерваторія Оїдзумі                         | Такао Кобаяші                                |
| (15910) 1997 TU17                       | 1997 TU17            | 6 жовтня 1997     | Обсерваторія Кітамі                          | Кін Ендате, Кадзуро Ватанабе                 |
| 15911 Девідґотьє (Davidgauthier)        | 1997 TL21            | 4 жовтня 1997     | Обсерваторія Кітт-Пік                        | Spacewatch                                   |
| (15912) 1997 TR26                       | 1997 TR26            | 13 жовтня 1997    | Станція Сінлун                               | SCAP                                         |
| 15913 Telemachus                        | 1997 TZ27            | 1 жовтня 1997     | Обсерваторія Ла-Сілья                        | Упсала-DLR трояновий огляд                   |
| (15914) 1997 UM3                        | 1997 UM3             | 26 жовтня 1997    | Обсерваторія Оїдзумі                         | Такао Кобаяші                                |
| (15915) 1997 UR3                        | 1997 UR3             | 26 жовтня 1997    | Обсерваторія Оїдзумі                         | Такао Кобаяші                                |
| 15916 Shigeoyamada                      | 1997 UL7             | 25 жовтня 1997    | Обсерваторія Тітібу                          | Наото Сато                                   |
| 15917 Rosahavel                         | 1997 UX7             | 28 жовтня 1997    | Обсерваторія Ондржейов                       | Ленка Коткова                                |
| 15918 Терелуція (Thereluzia)            | 1997 UE9             | 27 жовтня 1997    | Борнгайм                                     | Н. Ерінг                                     |
| (15919) 1997 UA22                       | 1997 UA22            | 25 жовтня 1997    | Нюкаса                                       | Масанорі Хірасава, Шохеї Судзукі             |
| (15920) 1997 UB25                       | 1997 UB25            | 29 жовтня 1997    | Сокорро (Нью-Мексико)                        | LINEAR                                       |
| 15921 Кінтайкьо (Kintaikyo)             | 1997 VP              | 1 листопада 1997  | Обсерваторія Кума Коґен                      | Акімаса Накамура                             |
| 15922 Масаїсаіто (Masajisaito)          | 1997 VR              | 1 листопада 1997  | Обсерваторія Кітамі                          | Кін Ендате, Кадзуро Ватанабе                 |
| (15923) 1997 VN3                        | 1997 VN3             | 6 листопада 1997  | Обсерваторія Оїдзумі                         | Такао Кобаяші                                |
| 15924 Axelmartin                        | 1997 VE5             | 7 листопада 1997  | Золінген                                     | Бернд Кох                                    |
| 15925 Rokycany                          | 1997 VM6             | 10 листопада 1997 | Обсерваторія Ондржейов                       | Ленка Коткова                                |
| (15926) 1997 VP6                        | 1997 VP6             | 5 листопада 1997  | Обсерваторія Наті-Кацуура                    | Йошісада Шімідзу, Такеші Урата               |
| (15927) 1997 WV2                        | 1997 WV2             | 23 листопада 1997 | Обсерваторія Оїдзумі                         | Такао Кобаяші                                |
| (15928) 1997 WC3                        | 1997 WC3             | 23 листопада 1997 | Обсерваторія Оїдзумі                         | Такао Кобаяші                                |
| 15929 Еріклінтон (Ericlinton)           | 1997 WQ11            | 22 листопада 1997 | Обсерваторія Кітт-Пік                        | Spacewatch                                   |
| (15930) 1997 WT37                       | 1997 WT37            | 29 листопада 1997 | Сокорро (Нью-Мексико)                        | LINEAR                                       |
| (15931) 1997 WK45                       | 1997 WK45            | 29 листопада 1997 | Сокорро (Нью-Мексико)                        | LINEAR                                       |
| (15932) 1997 XL5                        | 1997 XL5             | 2 грудня 1997     | Обсерваторія Наті-Кацуура                    | Йошісада Шімідзу, Такеші Урата               |
| (15933) 1997 YD                         | 1997 YD              | 18 грудня 1997    | Обсерваторія Оїдзумі                         | Такао Кобаяші                                |
| (15934) 1997 YQ                         | 1997 YQ              | 20 грудня 1997    | Обсерваторія Оїдзумі                         | Такао Кобаяші                                |
| (15935) 1997 YT                         | 1997 YT              | 20 грудня 1997    | Обсерваторія Оїдзумі                         | Такао Кобаяші                                |
| (15936) 1997 YM4                        | 1997 YM4             | 22 грудня 1997    | Вумера                                       | Френк Золотовскі                             |
| (15937) 1997 YP5                        | 1997 YP5             | 25 грудня 1997    | Обсерваторія Оїдзумі                         | Такао Кобаяші                                |
| 15938 Боненбласт (Bohnenblust)          | 1997 YA8             | 27 грудня 1997    | Прескоттська обсерваторія                    | Пол Комба                                    |
| 15939 Fessenden                         | 1997 YP8             | 28 грудня 1997    | Обсерваторія Кітт-Пік                        | Spacewatch                                   |
| (15940) 1997 YU13                       | 1997 YU13            | 31 грудня 1997    | Обсерваторія Оїдзумі                         | Такао Кобаяші                                |
| 15941 Стівенготьє (Stevegauthier)       | 1997 YX15            | 29 грудня 1997    | Обсерваторія Кітт-Пік                        | Spacewatch                                   |
| (15942) 1997 YZ16                       | 1997 YZ16            | 23 грудня 1997    | Обсерваторія Кушіро                          | Сейджі Уеда, Хіроші Канеда                   |
| (15943) 1998 AZ                         | 1998 AZ              | 5 січня 1998      | Обсерваторія Оїдзумі                         | Такао Кобаяші                                |
| (15944) 1998 AH5                        | 1998 AH5             | 8 січня 1998      | Коссоль                                      | ODAS                                         |
| 15945 Реймондавид (Raymondavid)         | 1998 AZ5             | 8 січня 1998      | Коссоль                                      | ODAS                                         |
| 15946 Сатінскі (Satinsky)               | 1998 AP7             | 8 січня 1998      | Обсерваторія Модри                           | Адріан Галад, А. Правда                      |
| 15947 Мілліґан (Milligan)               | 1998 AL10            | 2 січня 1998      | Обсерваторія Ріді-Крик                       | Джон Бротон                                  |
| (15948) 1998 BE                         | 1998 BE              | 16 січня 1998     | Обсерваторія Оїдзумі                         | Такао Кобаяші                                |
| 15949 Ретикус (Rhaeticus)               | 1998 BQ              | 17 січня 1998     | Лінц                                         | Е. Мейєр, Ервін Обермайр                     |
| 15950 Даллаґо (Dallago)                 | 1998 BA2             | 17 січня 1998     | Астрономічна обсерваторія Мадонни Доссобуоно | Астрономічна обсерваторія Мадонни Доссобуоно |
| (15951) 1998 BB2                        | 1998 BB2             | 17 січня 1998     | Астрономічна обсерваторія Мадонни Доссобуоно | Л. Лей                                       |
| (15952) 1998 BM7                        | 1998 BM7             | 24 січня 1998     | Обсерваторія Галеакала                       | NEAT                                         |
| (15953) 1998 BD8                        | 1998 BD8             | 25 січня 1998     | Обсерваторія Оїдзумі                         | Такао Кобаяші                                |
| (15954) 1998 BG11                       | 1998 BG11            | 23 січня 1998     | Сокорро (Нью-Мексико)                        | LINEAR                                       |
| 15955 Йоханнесгманден (Johannesgmunden) | 1998 BS13            | 26 січня 1998     | Лінц                                         | Е. Мейєр                                     |
| (15956) 1998 BY24                       | 1998 BY24            | 28 січня 1998     | Обсерваторія Оїдзумі                         | Такао Кобаяші                                |
| 15957 Джемур (Gemoore)                  | 1998 BB27            | 22 січня 1998     | Обсерваторія Кітт-Пік                        | Spacewatch                                   |
| (15958) 1998 BE33                       | 1998 BE33            | 30 січня 1998     | Коссоль                                      | ODAS                                         |
| (15959) 1998 BQ40                       | 1998 BQ40            | 24 січня 1998     | Обсерваторія Галеакала                       | NEAT                                         |
| 15960 Глубока (Hluboka)                 | 1998 CH              | 2 лютого 1998     | Обсерваторія Клеть                           | Мілош Тіхі, Зденек Моравец                   |
| (15961) 1998 CC1                        | 1998 CC1             | 4 лютого 1998     | Станція Сінлун                               | SCAP                                         |
| (15962) 1998 CM2                        | 1998 CM2             | 15 лютого 1998    | Станція Сінлун                               | SCAP                                         |
| 15963 Коеберль (Koeberl)                | 1998 CY3             | 6 лютого 1998     | Обсерваторія Ла-Сілья                        | Ерік Вальтер Ельст                           |
| 15964 Біллґрей (Billgray)               | 1998 DU              | 19 лютого 1998    | Обсерваторія Оахака                          | Джеймс Рой                                   |
| 15965 Robertcox                         | 1998 DU7             | 23 лютого 1998    | Обсерваторія Оахака                          | Джеймс Рой                                   |
| (15966) 1998 DL13                       | 1998 DL13            | 25 лютого 1998    | Обсерваторія Галеакала                       | NEAT                                         |
| 15967 Клерармстронґ (Clairearmstrong)   | 1998 DN20            | 24 лютого 1998    | Рольвенден                                   | Марк Армстронґ                               |
| (15968) 1998 DX35                       | 1998 DX35            | 27 лютого 1998    | Обсерваторія Азіаґо                          | Уліссе Мунарі, Маура Томбеллі                |
| 15969 Чарльзґрін (Charlesgreen)         | 1998 EW11            | 1 березня 1998    | Обсерваторія Ла-Сілья                        | Ерік Вальтер Ельст                           |
| (15970) 1998 FA9                        | 1998 FA9             | 22 березня 1998   | Обсерваторія Кітт-Пік                        | Spacewatch                                   |
| 15971 Гестроффер (Hestroffer)           | 1998 FA11            | 25 березня 1998   | Коссоль                                      | ODAS                                         |
| (15972) 1998 FM27                       | 1998 FM27            | 20 березня 1998   | Сокорро (Нью-Мексико)                        | LINEAR                                       |
| (15973) 1998 FM85                       | 1998 FM85            | 24 березня 1998   | Сокорро (Нью-Мексико)                        | LINEAR                                       |
| (15974) 1998 FL103                      | 1998 FL103           | 31 березня 1998   | Сокорро (Нью-Мексико)                        | LINEAR                                       |
| (15975) 1998 FW108                      | 1998 FW108           | 31 березня 1998   | Сокорро (Нью-Мексико)                        | LINEAR                                       |
| (15976) 1998 FY119                      | 1998 FY119           | 20 березня 1998   | Сокорро (Нью-Мексико)                        | LINEAR                                       |
| (15977) 1998 MA11                       | 1998 MA11            | 19 червня 1998    | Сокорро (Нью-Мексико)                        | LINEAR                                       |
| (15978) 1998 QL1                        | 1998 QL1             | 17 серпня 1998    | Вішнянська обсерваторія                      | Вішнянська обсерваторія                      |
| (15979) 1998 QW34                       | 1998 QW34            | 17 серпня 1998    | Сокорро (Нью-Мексико)                        | LINEAR                                       |
| (15980) 1998 RC19                       | 1998 RC19            | 14 вересня 1998   | Сокорро (Нью-Мексико)                        | LINEAR                                       |
| (15981) 1998 UP6                        | 1998 UP6             | 18 жовтня 1998    | Обсерваторія Наті-Кацуура                    | Йошісада Шімідзу, Такеші Урата               |
| (15982) 1998 VA4                        | 1998 VA4             | 11 листопада 1998 | Коссоль                                      | ODAS                                         |
| (15983) 1998 WM1                        | 1998 WM1             | 18 листопада 1998 | Обсерваторія Оїдзумі                         | Такао Кобаяші                                |
| (15984) 1998 WM7                        | 1998 WM7             | 24 листопада 1998 | Сокорро (Нью-Мексико)                        | LINEAR                                       |
| (15985) 1998 WU20                       | 1998 WU20            | 18 листопада 1998 | Сокорро (Нью-Мексико)                        | LINEAR                                       |
| 15986 Фіенґа (Fienga)                   | 1998 XU1             | 7 грудня 1998     | Коссоль                                      | ODAS                                         |
| (15987) 1998 XV10                       | 1998 XV10            | 15 грудня 1998    | Коссоль                                      | ODAS                                         |
| (15988) 1998 XD24                       | 1998 XD24            | 11 грудня 1998    | Обсерваторія Кітт-Пік                        | Spacewatch                                   |
| (15989) 1998 XK39                       | 1998 XK39            | 14 грудня 1998    | Сокорро (Нью-Мексико)                        | LINEAR                                       |
| (15990) 1998 YT1                        | 1998 YT1             | 17 грудня 1998    | Вішнянська обсерваторія                      | Корадо Корлевіч                              |
| (15991) 1998 YH3                        | 1998 YH3             | 17 грудня 1998    | Обсерваторія Оїдзумі                         | Такао Кобаяші                                |
| 15992 Синтія (Cynthia)                  | 1998 YL4             | 18 грудня 1998    | Обсерваторія Фарпойнт                        | Ґері Гаґ                                     |
| (15993) 1998 YH8                        | 1998 YH8             | 24 грудня 1998    | Обсерваторія Оїдзумі                         | Такао Кобаяші                                |
| (15994) 1998 YO8                        | 1998 YO8             | 23 грудня 1998    | Вішнянська обсерваторія                      | Корадо Корлевіч                              |
| (15995) 1998 YQ9                        | 1998 YQ9             | 25 грудня 1998    | Вішнянська обсерваторія                      | Корадо Корлевіч, Маріо Юріч                  |
| (15996) 1998 YC12                       | 1998 YC12            | 27 грудня 1998    | Обсерваторія Оїдзумі                         | Такао Кобаяші                                |
| (15997) 1999 AX                         | 1999 AX              | 7 січня 1999      | Обсерваторія Оїдзумі                         | Такао Кобаяші                                |
| (15998) 1999 AG2                        | 1999 AG2             | 9 січня 1999      | Обсерваторія Оїдзумі                         | Такао Кобаяші                                |
| (15999) 1999 AG7                        | 1999 AG7             | 9 січня 1999      | Вішнянська обсерваторія                      | Корадо Корлевіч                              |
| (16000) 1999 AW16                       | 1999 AW16            | 10 січня 1999     | Обсерваторія Кітт-Пік                        | Spacewatch                                   |

| ← Астероїди 10001—20000 → |             |             |             |             |             |             |             |             |             |
| 10001—10100               | 11001—11100 | 12001—12100 | 13001—13100 | 14001—14100 | 15001—15100 | 16001—16100 | 17001—17100 | 18001—18100 | 19001—19100 |
| 10101—10200               | 11101—11200 | 12101—12200 | 13101—13200 | 14101—14200 | 15101—15200 | 16101—16200 | 17101—17200 | 18101—18200 | 19101—19200 |
| 10201—10300               | 11201—11300 | 12201—12300 | 13201—13300 | 14201—14300 | 15201—15300 | 16201—16300 | 17201—17300 | 18201—18300 | 19201—19300 |
| 10301—10400               | 11301—11400 | 12301—12400 | 13301—13400 | 14301—14400 | 15301—15400 | 16301—16400 | 17301—17400 | 18301—18400 | 19301—19400 |
| 10401—10500               | 11401—11500 | 12401—12500 | 13401—13500 | 14401—14500 | 15401—15500 | 16401—16500 | 17401—17500 | 18401—18500 | 19401—19500 |
| 10501—10600               | 11501—11600 | 12501—12600 | 13501—13600 | 14501—14600 | 15501—15600 | 16501—16600 | 17501—17600 | 18501—18600 | 19501—19600 |
| 10601—10700               | 11601—11700 | 12601—12700 | 13601—13700 | 14601—14700 | 15601—15700 | 16601—16700 | 17601—17700 | 18601—18700 | 19601—19700 |
| 10701—10800               | 11701—11800 | 12701—12800 | 13701—13800 | 14701—14800 | 15701—15800 | 16701—16800 | 17701—17800 | 18701—18800 | 19701—19800 |
| 10801—10900               | 11801—11900 | 12801—12900 | 13801—13900 | 14801—14900 | 15801—15900 | 16801—16900 | 17801—17900 | 18801—18900 | 19801—19900 |
| 10901—11000               | 11901—12000 | 12901—13000 | 13901—14000 | 14901—15000 | 15901—16000 | 16901—17000 | 17901—18000 | 18901—19000 | 19901—20000 |